# Уэбстер, Кэти
Кэти Уэбстер (англ. Katie Webster), урождённая Кэтрин Джевел Торне (англ. Kathryn Jewel Thorne); 11 января 1936, Хьюстон, Техас, США — 5 сентября 1999, Лиг-Сити,Техас, США) — американская блюзовая и соул-пианистка и певица, автор песен. Лауреат Blues Music Awards в номинациях «Исполнительница традиционного блюза» (1991, 1995, 1996), «Исполнительница современного блюза» (1993), номинант Blues Music Awards в номинациях «Песня года» (1987, 1989), «Исполнительница современного блюза» (1987, 1988, 1989), «Альбом современного блюза» (1989), «Блюзовый инструменталист — иной» (1989), «Блюзовый пианист» (1991). Универсальная пианистка, музыкант, которая обеспечит нужную поддержку для любого стиля, будь то блюз, рок-н-ролл, соул, кантри, вестерн, каджун или зайдеко» . Являлась представительницей той части ритм-энд-блюза Луизианы, которая перекрывает юго-восточную границу Техаса, где развивались такие жанры как свомп-поп, свомп-блюз и зайдеко .

## Биография
Кэти Уэбстер родилась в 1936 году в Хьюстоне и научилась играть на фортепиано в детстве.  Её глубоко религиозные родители строго предупреждали ее играть только госпел и классическую музыку, доходя до того, что держали пианино под замком, чтобы Кэти могла играть только под присмотром. Но Кэти Уэбстер втайне от родителей слушала по радио блюз, рок и R&B. Когда она была ещё подростком, семья разъехалась: родители уехали в Калифорнию, а Кэти сначала осталась в Техасе у родственников, а затем и уехала на юг Луизианы. Уже к 15 годам Уэбстер стала одной из самых востребованных студийных сессионных пианистов в регионе, её даже прозвали «Королевой свомп-буги» . В то же время она вышла замуж за пианиста Эрла Уэбстера, и хотя брак через пять лет распался, пианистка сохранила фамилию . Её фортепиано звучит на сотнях записей, выпущенных различными музыкантами  в 1950-х и 1960-х годах на Excello Records и Goldband Records, например Лонни Брукса, Слима Харпо, Лейзи Лестера, Лайтнин Слима и Клифтона Шенье. В 1964 году её выступление с её группой Uptighters в Лейк-Чарльзе, штат Луизиана увидел Отис Реддинг  и потребовал, чтобы она присоединилась к его гастрольной группе на следующий же день. В 1964 - 1966 годах она гастролировала с Реддингом по США. В 1967 году она не участвовала в гастролях из-за беременности, что возможно спасло её жизнь — её не было в самолёте, в котором разбился Реддинг (по другим сведениям она участвовала в гастролях, но проспала на самолёт) 
До начала 1980-х она мало занималась музыкальной карьерой, жила в Калифорнии, заботясь о родителях, впрочем записав дебютный альбом Has The Blues в 1979 году. С 1980 она начала выступать всё больше и больше, в её активе были выступления в Европе и в США: на Chicago Blues Festival, The New Orleans Jazz and Heritage Festival, The Boulder Blues Festival, The Newport Folk Festival, The San Francisco Blues Festival и многих других. В этот период она записала несколько альбомов. В 1988 году она подписала контракт с Alligator Records и выпустила на этом лейбле несколько альбомов. Первый её альбом на Alligator The Swamp Boogie Queen стал квинтэссенцией творчества пианистки. В его записи принимали участи такие музыканты, как Бонни Райт, Ким Уилсон и Роберт Крей. Этот альбом принёс певице сразу несколько номинаций Blues Music Awards.
В 1992 году она участвовала в гастролях по стране, посвященных 20-летию Alligator в компании с такими музыкантами, как Коко Тейлор, Лонни Брукс, Элвин Бишоп и Lil' Ed and the Blues Imperials.
В 1993 году Вебстер свалилась с ног от инсульта во время гастролей в Греции, частично потеряла способность пользоваться левой рукой и почти полностью лишилась зрения, что однако не прекратило её выступлений: она продолжала появляться на избранных фестивалях и в 1995 и 1996 годах была признана лучшей исполнительницей традиционного блюза.
Пианистка умерла в 1999 году от сердечной недостаточности в доме своей дочери в Лиг-Сити. У неё остались две сестры, три брата, две дочери, восемь внуков и 12 правнуков .
«Дерзкая и чувственная смесь Уэбстер из барреллхаус буги-вуги, новоорлеанского R&B, свомп-попа побережья залива, глубокого блюза и южного госпел-соула вывела ее в число самых востребованных блюзовых исполнителей в стране и сделала ее любимицей на фестивалях и концертных залах по всему миру» .
Boston Globe отозвалась о Уэбстер как об очень выразительной актрисе, которая может сказать «больше о боли предательства одним тихим, печальным гроулом, и больше о радости борьбы с жестокой жизнью одним дразнящим закатыванием глаз, больше, чем большинство могло бы описать в книге» .
В Stereo Review отметили, что Уэбстер «может раскачать дом на обоих концах клавиатуры — выстукивая безумные узоры левой рукой, одновременно производя дождь нот правой» .
«Для того, чтобы описать весь её диапазон, потребовалось бы немало альбомов: она неистовствовала на всем пространстве блюза и R&B, а также за его пределами, в пограничных областях соула, джаза, рок-н-ролла, кантри и зайдеко» .

## Дискография
- Has The Blues (1979, Goldband Records)
- My Sexy Red Negligee (1982, Goldband Records)
- Texas Boogie Queen - Live + Well (1982, Ornament)
- 200% Joy! (1983, Ornament)
- You Know That's Right (1985, Arhoolie Records)
- The Swamp Boogie Queen (1988, Alligator Records)
- Two-Fisted Mama! (1989, Alligator Records)
- You Can Dig It The Incomparable Katie Webster (1989, Goldband Records)
- No Foolin'! (1991, Alligator Records)
- Men Smart, Women Smarter (1991, Ornament)
- The Many Faces Of (1992, Schubert Records)
- I'm Bad (2016, Wolf Records)
- The Swamp Boogie Queen Live (2017, Topcat Records)